# Heterorachis malachitica
Heterorachis malachitica là một loài bướm đêm trong họ Geometridae.